# Troels Kløvedal

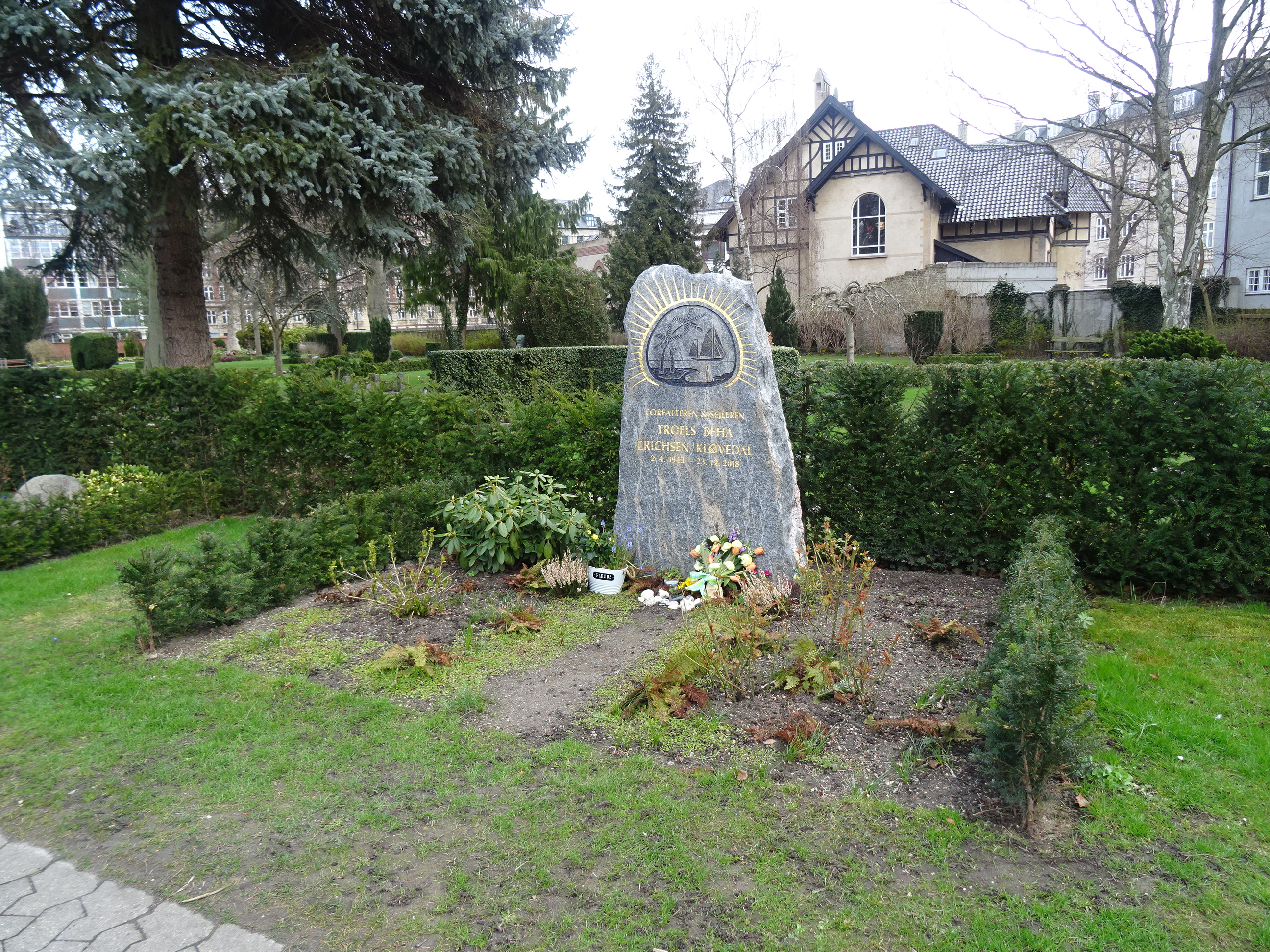
Grab des Schriftstellers, Langfahrtseglers und Dozenten Troels Kløvedal auf dem Holmens Kirkegård in Kopenhagen.

Troels Kløvedal (* 2. April 1943 in Kopenhagen als Troels Beha Erichsen; † 23. Dezember 2018) war ein dänischer Schriftsteller mit Wurzeln im dänischen Ebeltoft.

## Leben
Der segelnde Schriftsteller und Lebenskünstler war bekannt für seine Berichte über Reisen mit dem Zweimaster „Nordkaperer“ („Nordkaperen“) in Ozeanien und Austronesien. Neben Büchern produzierte er auch Dokumentarfilme für das dänische Fernsehen und er hatte auch einen Auftritt in dem Kinderfilm Ein Zirkus für Sarah.
Kløvedal war befreundet mit dem dänischen Schriftsteller Ib Michael. 2004 wurde er mit dem Preis des dänischen Schriftstellerverbandes (Dansk Forfatterforening), dem Drassows Legat, ausgezeichnet.

## Werke (Auswahl)
- Kærligheden, kildevandet… og det blå ocean (‚Liebe, Quellwasser… und der blaue Ozean‘), 1978
- Den tynde hud (‚Die dünne Haut‘), 2002
- Kineserne syr med lang tråd (‚Die Chinesen nähen mit langem Faden‘), 2004